# Olympische Sommerspiele 1996/Teilnehmer (Kasachstan)
| Gelbes Symbol für Goldmedaillen mit stilisierten Olympischen Ringen | Graues Symbol für Silbermedaillen mit stilisierten Olympischen Ringen | Braundes Symbol für Bronzemedaillen mit stilisierten Olympischen Ringen |
| ------------------------------------------------------------------- | --------------------------------------------------------------------- | ----------------------------------------------------------------------- |
| 3                                                                   | 4                                                                     | 4                                                                       |

Kasachstan nahm an den Olympischen Sommerspielen 1996 in Atlanta, USA, mit einer Delegation von 96 Sportlern (72 Männer und 24 Frauen) teil.

## Medaillengewinner
Mit drei gewonnenen Gold-, vier Silber- und vier Bronzemedaillen belegte das kasachische Team Platz 24 im Medaillenspiegel.

### Gold
| Name               | Sportart           | Wettkampf                         |
| ------------------ | ------------------ | --------------------------------- |
| Wassili Schirow    | Boxen              | Halbschwergewicht                 |
| Alexander Parygin  | Moderner Fünfkampf | Einzel                            |
| Juri Melnitschenko | Ringen             | Bantamgewicht, griechisch-römisch |

### Silber
| Name              | Sportart     | Wettkampf                                              |
| ----------------- | ------------ | ------------------------------------------------------ |
| Bolat Schumadilow | Boxen        | Fliegengewicht                                         |
| Anatoli Chrapaty  | Gewichtheben | I. Schwergewicht                                       |
| Sergei Beljajew   | Schießen     | Kleinkaliber, liegend Kleinkaliber, Dreistellungskampf |

### Bronze
| Name                | Sportart | Wettkampf                |
| ------------------- | -------- | ------------------------ |
| Bolat Niyazymbetow  | Boxen    | Halbweltergewicht        |
| Jermachan Ibraimow  | Boxen    | Halbmittelgewicht        |
| Maulen Mamirow      | Ringen   | Fliegengewicht, Freistil |
| Wladimir Wochmjanin | Schießen | Schnellfeuerpistole      |

## Teilnehmer nach Sportarten

### Bogenschießen
- Wadim Schikarew
Einzel: 30. Platz
Mannschaft: 13. Platz
- Vitaly Shin
Einzel: 33. Platz
Mannschaft: 13. Platz
- Sergei Martynow
Einzel: 43. Platz
Mannschaft: 13. Platz
- Anna Moschar
Frauen, Einzel: 37. Platz
Frauen, Mannschaft: 8. Platz
- Irina Leonova
Frauen, Einzel: 52. Platz
Frauen, Mannschaft: 8. Platz
- Yana Tunyantse
Frauen, Einzel: 58. Platz
Frauen, Mannschaft: 8. Platz

### Boxen
- Bolat Schumadilow
Fliegengewicht: Silber
- Bektas Äbubäkirow
Bantamgewicht: 17. Platz
- Baqtijar Tilegenow
Federgewicht: 17. Platz
- Bolat Niyazymbetow
Halbweltergewicht: Bronze
- Nurzhan Smanov
Weltergewicht: 5. Platz
- Jermachan Ibraimow
Halbmittelgewicht: Bronze
- Wassili Schirow
Halbschwergewicht: Gold
- Mikhail Yurchenko
Superschwergewicht: 9. Platz

### Fechten
- Vyacheslav Grigoryev
Florett, Einzel: 25. Platz

### Gewichtheben
- Alexander Ochrimenko
Federgewicht: 16. Platz
- Oleg Yem
Federgewicht: 23. Platz
- Rishat Mansurov
Halbschwergewicht: 10. Platz
- Kuanysh Rymkulov
Halbschwergewicht: Wettkampf nicht beendet
- Andrey Makarov
Halbschwergewicht: 18. Platz
- Anatoli Chrapaty
I. Schwergewicht: Silber
- Sergei Kopytow
I. Schwergewicht: Wettkampf nicht beendet

### Judo
- Sergei Achirow
Superleichtgewicht: 21. Platz
- Achat Äschirow
Leichtgewicht: 21. Platz
- Ruslan Seilkhanov
Halbmittelgewicht: 21. Platz
- Sergei Alimschanow
Mittelgewicht: 13. Platz
- Sergei Alimschanow
Halbschwergewicht: 13. Platz
- Igor Peshkov
Schwergewicht: 17. Platz
- Walentina Kamsuljewa
Frauen, Halbmittelgewicht: 16. Platz
- Jewgenija Bogunowa
Frauen, Halbschwergewicht: 19. Platz

### Kanu
- Jewgeni Jegorow
Einer-Kajak, 500 Meter: Viertelfinale
Zweier-Kajak, 1000 Meter: Viertelfinale
- Andrei Safarjan
Einer-Kajak, 1000 Meter: Viertelfinale
Vierer-Kajak, 1000 Meter: Viertelfinale
- Ilfat Gatyatullin
Zweier-Kajak, 500 Meter: Viertelfinale
Vierer-Kajak, 1000 Meter: Viertelfinale
- Dmitri Torlopow
Zweier-Kajak, 500 Meter: Viertelfinale
Vierer-Kajak, 1000 Meter: Viertelfinale
- Sergei Skrypnik
Zweier-Kajak, 1000 Meter: Viertelfinale
Vierer-Kajak, 1000 Meter: Viertelfinale
- Konstantin Negodyayev
Einer-Canadier, 500 Meter: 7. Platz
Einer-Canadier, 1000 Meter: Halbfinale
- Sergei Sergejew
Zweier-Canadier, 500 Meter: Halbfinale
Zweier-Canadier, 1000 Meter: Halbfinale
- Kaysar Nurmaganbetov
Zweier-Canadier, 500 Meter: Halbfinale
Zweier-Canadier, 1000 Meter: Halbfinale

### Leichtathletik
- Witali Sawin
100 Meter: Vorläufe
- Vitaly Medvedev
100 Meter: Vorläufe
- Waleri Borissow
20 Kilometer Gehen: 18. Platz
- Sergei Korepanow
50 Kilometer Gehen: 8. Platz
- Igor Potapowitsch
Stabhochsprung: 4. Platz
- Sergei Arsamassow
Dreisprung: 36. Platz in der Qualifikation
- Sergei Rubzow
Kugelstoßen: In der Qualifikation ausgeschieden
- Nataliya Vorobyova
Frauen, 100 Meter: Vorläufe
- Swetlana Bodrizkaja
Frauen, 400 Meter: Vorläufe
- Irina Mikitenko
Frauen, 5000 Meter: Vorläufe
- Nataliya Torshina-Alimzhanova
Frauen, 400 Meter Hürden: Vorläufe
- Swetlana Tolstaja
Frauen, 10 Kilometer Gehen: 21. Platz
- Mayya Sozonova
Frauen, 10 Kilometer Gehen: 35. Platz
- Swetlana Salewskaja
Frauen, Hochsprung: 13. Platz
- Yelena Pershina
Frauen, Weitsprung: 15. Platz in der Qualifikation
- Jelena Koschtschejewa
Frauen, Weitsprung: 35. Platz in der Qualifikation
- Yelena Baltabayeva
Frauen, Kugelstoßen: 22. Platz in der Qualifikation
- Swetlana Kasanina
Frauen, Siebenkampf: 18. Platz

### Moderner Fünfkampf
- Alexander Parygin
Einzel: Gold
- Dmitry Tyurin
Einzel: 31. Platz

### Radsport
- Andrei Kiwiljow
Straßenrennen, Einzel: 29. Platz
- Alexander Winokurow
Straßenrennen, Einzel: 53. Platz
- Alexander Schefer
Straßenrennen, Einzel: 85. Platz
- Andrei Teterjuk
Straßenrennen, Einzel: 89. Platz
- Wadim Krawtschenko
4000 Meter Einzelverfolgung: 14. Platz
- Sergei Lawrenenko
Punkterennen: 11. Platz
- Alla Wassilenko
Frauen, Straßenrennen, Einzel: ??
Frauen, Punkterennen: 12. Platz

### Ringen
- Nurym Düissenow
Fliegengewicht, griechisch-römisch: 10. Platz
- Juri Melnitschenko
Bantamgewicht, griechisch-römisch: Gold
- Baqtijar Baissejitow
Weltergewicht, griechisch-römisch: 11. Platz
- Däulet Turlychanow
Mittelgewicht, griechisch-römisch: 4. Platz
- Sergei Matwijenko
Halbschwergewicht, griechisch-römisch: 11. Platz
- Mäulen Mamyrow
Fliegengewicht, Freistil: Bronze
- Artur Fjodorow
Bantamgewicht, Freistil: 13. Platz
- Magomed Kuruglijew
Weltergewicht, Freistil: 19. Platz
- Elmadi Schabrailow
Mittelgewicht, Freistil: 6. Platz
- Islam Bairamukow
Halbschwergewicht, Freistil: 11. Platz
- Igor Klimow
Superschwergewicht, Freistil: 15. Platz

### Schießen
- Wladimir Wochmjanin
Schnellfeuerpistole: Bronze
- Sergei Beljajew
Luftgewehr: 38. Platz
Kleinkaliber, Dreistellungskampf: Silber 
Kleinkaliber, liegend: Silber
- Juri Rodnow
Laufende Scheibe: 12. Platz
- Galina Belyayeva
Frauen, Luftpistole: 6. Platz
Frauen, Sportpistole: 30. Platz
- Yuliya Bondareva
Frauen, Luftpistole: 6. Platz
Frauen, Sportpistole: 9. Platz

### Schwimmen
- Sergei Borissenko
50 Meter Freistil: 26. Platz
4 × 100 Meter Freistil: Vorläufe
- Alexei Jegorow
100 Meter Freistil: 21. Platz
200 Meter Freistil: 22. Platz
4 × 100 Meter Freistil: Vorläufe
4 × 100 Meter Lagen: 15. Platz
- Alexei Chowrin
4 × 100 Meter Freistil: Vorläufe
- Sergei Uschkalow
4 × 100 Meter Freistil: Vorläufe
100 Meter Rücken: 42. Platz
4 × 100 Meter Lagen: 15. Platz
- Alexander Sawizki
100 Meter Brust: 38. Platz
200 Meter Lagen: 31. Platz
4 × 100 Meter Lagen: 15. Platz
- Andrei Gawrilow
100 Meter Schmetterling: 21. Platz
4 × 100 Meter Lagen: 15. Platz
- Yevgeniya Yermakova
Frauen, 50 Meter Freistil: 13. Platz
Frauen, 100 Meter Freistil: 42. Platz

### Turnen
- Alexei Dmitrijenko
Einzelmehrkampf: 43. Platz in der Qualifikation
Barren: 50. Platz in der Qualifikation
Boden: 68. Platz in der Qualifikation
Pferdsprung: 87. Platz in der Qualifikation
Reck: 45. Platz in der Qualifikation
Ringe: 76. Platz in der Qualifikation
Seitpferd: 71. Platz in der Qualifikation
- Sergey Fedorchenko
Einzelmehrkampf: 46. Platz in der Qualifikation
Barren: 68. Platz in der Qualifikation
Boden: 29. Platz in der Qualifikation
Pferdsprung: 12. Platz in der Qualifikation
Reck: 92. Platz in der Qualifikation
Ringe: 73. Platz in der Qualifikation
Seitpferd: 64. Platz in der Qualifikation
- Olga Kozhevnikova
Frauen, Einzelmehrkampf: 61. Platz in der Qualifikation
Frauen, Bodenturnen: 61. Platz in der Qualifikation
Frauen, Pferdsprung: 62. Platz in der Qualifikation
Frauen, Schwebebalken: 74. Platz in der Qualifikation
Frauen, Stufenbarren: 70. Platz in der Qualifikation

### Wasserspringen
- Damir Achmetbekow
Turmspringen: 17. Platz
- Samat Muratov
Turmspringen: 21. Platz
- Irina Wygusowa
Frauen, Kunstspringen: 10. Platz
Frauen, Turmspringen: 7. Platz
- Yelena Ivanova
Frauen, Kunstspringen: 18. Platz
- Nataliya Chikina
Frauen, Turmspringen: 15. Platz